# A Taste of Extreme Divinity
A Taste of Extreme Divinity – jedenasty album studyjny szwedzkiej grupy muzycznej Hypocrisy. Płyta została wydana 23 października 2009 roku nakładem wytwórni muzycznej Nuclear Blast. Nagrania promował teledysk do utworu "Weed Out The Weak".
Wydawnictwo zadebiutowało na 66. miejscu austriackiej listy sprzedaży. Z kolei we Francji płyta dotarła do 184. miejsca.

## Lista utworów
1. "Valley of the Damned" (Tägtgren) - 4:17
2. "Hang Him High" (Tägtgren) - 4:35
3. "Solar Empire" (Tägtgren) - 5:16
4. "Weed out the Weak" (Hedlund, Tägtgren) - 3:50
5. "No Tomorrow" (Tägtgren) - 4:16
6. "Global Domination" (Hedlund, Tägtgren) - 5:15
7. "Taste the Extreme Divinity" (Tägtgren) - 3:36
8. "Alive" (Hedlund, Tägtgren) - 4:22
9. "The Quest" (Tägtgren) - 5:31
10. "Tamed (Filled With Fear)" (Hedlund, Tägtgren) - 4:39
11. "Sky Is Falling Down" (Tägtgren) - 4:32